# Pvkv m/43
Пансарвернсканонвагн м/43 (швед. Pansarvärnskanonvagn m/43, pansarvärnskanonvagn — противотанковая пушечная машина), сокращённо — Пвкв м/43 (швед. Pvkv m/43) — шведская самоходная артиллерийская установка класса истребителей танков. Разработанa компанией «Ландсверк» (швед. «Landsverk») в 1943 году на шасси среднего танка Strv m/42 EH (Lago IV) и в 1947 году принятa на вооружение шведской армии. Всего было произведено 87 машин.

## Описание конструкции
Pvkv m/43 имела отделение управления в лобовой, боевое отделение — в средней и моторно-трансмиссионное отделение — в кормовой части машины. Штатный экипаж Pvkv m/43 состоял из четырёх человек: .

### Броневой корпус и башня
Бронезащита корпуса — лоб 70 мм, борт 30 мм, корма 20 мм.
Бронезащита башни — лоб 70 мм, борт 30 мм, корма 25 мм.

### Вооружение
САУ вооружалась пушкой Pvkan m/43 с длиной ствола 50.5 калибров, дополнительное вооружение — 8-мм пулемёт ksp m/39.

### Двигатели и трансмиссия
Двигатель развивал мощность до 400 лошадиных сил.

### Ходовая часть
Ходовая часть заимствована от базового танка. В ходовой части использовалась торсионная подвеска. С каждого борта ходовая часть состояла из шести сдвоенных опорных катков, направляющего колеса сзади, ведущего колеса спереди и трёх малых поддерживающих катков.

## Состоял на вооружении
| Государство | Род сил        | Количество |
| ----------- | -------------- | ---------- |
| Швеция      | шведская армия | 87         |